# Koenigsegg One:1
La Koenigsegg One:1 è una vettura sportiva prodotta dalla casa automobilistica svedese Koenigsegg, presentata al Salone dell'automobile di Ginevra nel marzo del 2014. Il nome le viene dato dal suo rapporto potenza-peso di 1 CV per Kg, oltre che dalla potenza massima erogata di 1 MW. Esistono solo 7 esemplari, compreso il prototipo che era esposto al Salone di Ginevra. Di questi esemplari, uno è andato distrutto sul tracciato del Nurburgring durante un giro cronometrato nel febbraio 2017, mentre un altro, in possesso del figlio del presidente della Guinea Equatoriale Teodoro Obiang Nguema Mbasogo, è stato sequestrato dalla magistratura elvetica all'aeroporto di Ginevra, confiscato e venduto all'asta.

## Caratteristiche

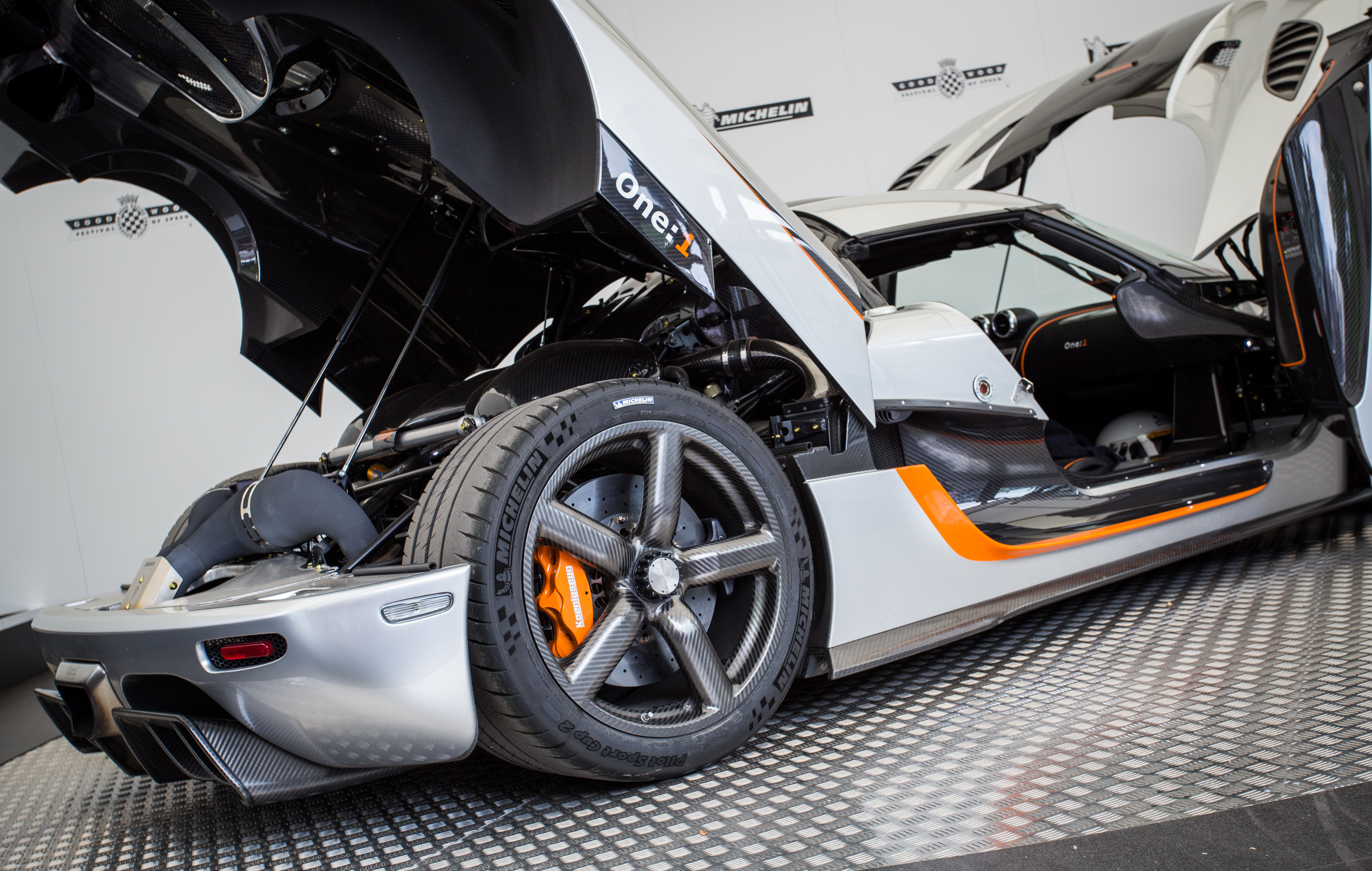
Dettaglio posteriore della Koenigsegg One:1

La Koenigsegg One:1 monta un motore V8 5.0 litri bi-turbo in alluminio con 4 valvole per cilindro. La lubrificazione è a carter secco. La potenza massima è di 1 MW (1341 HP, ovvero 1360 CV) a 7500 giri/min, che la rende di fatto la prima "Megacar" omologata per uso stradale. Il limitatore di giri è fissato a 8250. Sviluppa oltre 1000 Nm di coppia motrice tra i 3000 e gli 8000 giri/min, con il picco di 1371 a 6000 giri/min. Il rapporto di compressione è 9,0:1. I turbocompressori hanno 1,8 bar di pressione. Le misure di alesaggio e corsa sono rispettivamente di 92 mm e 95,25 mm.
La trasmissione è a doppia frizione (identica a quella che si trova sulla Agera R) con differenziale elettronico a 7 rapporti. Koenigsegg dichiara un'accelerazione da 0 a 100 km/h in 2,8 secondi, da 0 a 300 km/h in circa 12 secondi e da 0 a 400 km/h in 25 secondi; la velocità massima è di 450 km/h.
La One:1 monta ruote Koenigsegg Aircore in carbonio (19” x 9,5” treno anteriore; 20” x 12,5” treno posteriore). Gli pneumatici sono stati fatti su misura dalla Michelin (265/35 – 19” avantreno; 345/30 – 20” retrotreno) che garantiscono 2 g di accelerazione laterale. I freni sono a disco in carboceramici autoventilati (anteriori Ø 397 mm x 40 mm con 6 pistoncini per disco; posteriori Ø 380 mm x 34 mm con 4 pistoncini per cilindro) che le consentono di arrestarsi da 100 a 0 km/h in 28 metri.